# Ферит (мінерал)
Ферит — мінерал класу сульфатів, що належить до групи ктеназиту. Названий на честь Карла Томаса Фера (1954—2014, Німеччина), професора мінералогії на кафедрі геології та наук про довкілля Мюнхенського університету імені Людвіга-Максиміліана.

## Характеристики
Ферит — це гідратований сульфат з хімічною формулою MgCu4(SO4)2(OH)6·6H2O. У 2019 році він був схвалений як дійсний мінеральний вид Міжнародною мінералогічною асоціацією. Кристалізується в моноклінній системі. Є магнієвим аналогом гобелініту та ктеназиту, щодо яких він є ізоструктурним. Це єдиний відомий сульфатний мінерал магнію та міді.
За класифікацією Нікеля-Штрунца ферит належить до розділу «07.D. Сульфати (селенати та ін.) з додатковими аніонами, з H2O».
Зразки, використані для визначення виду (типовий матеріал), зберігаються в колекціях мінералогічного музею Centrum für naturkunde Гамбурзького університету в Німеччині з каталожним номером: mm1544 та в музеї Reich der Kristalle в Мюнхені, номер каталогу: msm36473.

## Утворення і родовища
Ферит був виявлений у шахті Casualidad, розташованій у Baños de Alhamilla, у місті Печина, в провінції Альмерія (Андалусія, Іспанія). Також його було описано в копальні «Ферререс» у Рокабруна (Кампродон, Ріпульєс), де він був знайдений у 2012 році. Того року в каталонській копальні було зібрано зразки, які не вдалося правильно охарактеризувати, і які вдалося ідентифікувати після подібної знахідки в копальні Альмерії.